# Earsdon
Earsdon – wieś w Anglii, w hrabstwie ceremonialnym Tyne and Wear, w dystrykcie metropolitalnym North Tyneside. Leży 12 km na północny wschód od centrum Newcastle i 404 km na północ od Londynu. W 1931 roku civil parish liczyła 5965 mieszkańców.